# L'Hôpital-Saint-Lieffroy
L'Hôpital-Saint-Lieffroy è un comune francese di 95 abitanti situato nel dipartimento del Doubs nella regione della Borgogna-Franca Contea.

## Società

### Evoluzione demografica
Abitanti censiti